# Sunflower County
Sunflower County är ett administrativt område i delstaten Mississippi, USA. År 2010 hade countyt 29 450 invånare. Den administrativa huvudorten (county seat) är Indianola.

## Geografi
Enligt United States Census Bureau har countyt en total area på 1 831 km². 1 797 km² av den arean är land och 34 km² är vatten.

### Angränsande countyn
- Coahoma County - nord
- Tallahatchie County - nordost
- Leflore County - öst
- Humphreys County - syd
- Washington County - sydväst
- Bolivar County - nordväst

### Orter
- Drew
- Indianola (huvudort)
- Moorhead
- Ruleville
- Shaw (delvis i Bolivar County)